# Bergtjärnen (Tärna socken, Lappland, 727766-146963)
Bergtjärnen är en sjö i Storumans kommun i Lappland och ingår i Umeälvens huvudavrinningsområde.